# Euloxia isadelpha
Euloxia isadelpha là một loài bướm đêm trong họ Geometridae.